# Pentaran A
Pentaran A, takođe poznat kao D'6-pentaran ili pregna-D'6-pentaran, kao i 16α,17α-cikloheksanoprogesteron, 16α,17α-tetrametilenpregn-4-en-3,20-dion, ili 17α-acetil-16β,24-ciklo-21-norhol-4-en-3-on, je steroidni progestin koji je razvio Zelinski institut za organsku hemiju Ruske akademije nauka. Ovaj lek nije izveden na tržište. 6α-Metilisani analog pentarana A je poznat kao mecigeston ili pentaran B.